# ニシ・スポーツ
株式会社ニシ・スポーツは、東京都江東区に本社を置く、陸上競技機器、ウエア・トレーニング機器の製造販売などを行う企業。資本金は2400万円。投てき器具は IAAFに承認器具に認定されている。
販売する製品やサービスは"NISHI"とブランド名が表記される、機材類はブロック体、ウェア類は手書き風の崩した文字である。

## 沿革
陸上競技選手（短距離走）で1932年ロサンゼルスオリンピックに出場経験のある西貞一によって創業された。
- 1951年5月 - 新宿区百人町にて開業。
- 1952年12月 - 新宿区歌舞伎町に移転。
- 1958年4月 - 有限会社西スポーツ用具社に改称。資本金は200万円。
- 1966年6月 - 渋谷区原宿に移転。資本金を400万円に増資。
- 1974年2月 - 株式会社ニシ・スポーツに改称。資本金は800万円。
- 1983年2月 - 資本金を2400万円に増資。
- 1987年4月 - 大阪営業所を開設。
- 1988年8月 - 株式会社アシックスが資本参加。同社のグループ企業となる。
- 1990年1月 - 札幌営業所開設。
- 1991年1月 - 福岡営業所開設。
- 1993年1月 - 名古屋営業所開設。
- 1994年12月 - 本社を江東区亀戸に移転。
- 1995年2月 - 広島営業所を開設。
- 1996年1月 - 仙台営業所を開設。
- 2002年7月 ‐ The Century International GOLD Quality Era Awardにおいて金賞を受賞。沢野大地選手と契約。
- 2012年4月 - 四国事業所を開設。
- 2014年4月 - 本社を江東区新砂に移転[3]。
- 2017年4月 ‐ 日本陸上競技連盟の陸上競技用機器・器具及びトレーニング機器・器具のオフィシャルスポンサーとなる（2021年まで）。
- 2017年8月 ‐ ロンドン世界選手権にて、男子ハンマー F201、女子ハンマー F210A、男子砲丸 F251 F251C、女子砲丸 F253 F253C、男子円盤 F331A、女子円盤 F333A、の8製品が使用される。

## 取扱商品
- ハードル
- ダンベル
- メディシンボール
- ウエア
- 陸上競技用電子機器
- 陸上競技専用機器
- トレーニング機器
- ロードレース計時システム

など

## 国際競技大会　採用実績
| 1985年 | 8月  | 神戸・ユニバーシアード           | ナショナルサプライヤー |
| 1987年 | 8月  | ローマ・世界選手権               | 器具採用               |
| 1988年 | 9月  | ソウル                           | 器具採用               |
| 1989年 | 9月  | バルセロナ・ワールドカップ       | 器具採用               |
| 1990年 | 6月  | 北京・アジア大会                 | 「投てき器具」公式採用 |
| 1991年 | 8月  | 東京・世界選手権                 | ナショナルスポンサー   |
| 1992年 | 7月  | バルセロナ                       | 器具採用               |
|        | 7月  | ソウル・世界ジュニア選手権       | 器具採用               |
| 1994年 | 10月 | 広島・アジア大会                 | ナショナルサプライヤー |
| 1995年 | 8月  | 福岡・ユニバーシアード           | ナショナルサプライヤー |
| 1996年 | 6月  | アトランタ                       | 「投てき器具」公式採用 |
| 1998年 | 7月  | 福岡・アジア選手権               | ナショナルサプライヤー |
| 1999年 | 3月  | 前橋・世界インドア−選手権        | ナショナルサプライヤー |
|        | 8月  | セヴィリア・世界選手権           | 「投てき器具」公式採用 |
| 2000年 | 9月  | シドニー                         | 「投てき器具」公式採用 |
| 2001年 | 5月  | 大阪・東アジア大会               | 用器具採用             |
|        | 8月  | エドモントン・世界選手権         | 「投てき器具」公式採用 |
|        | 10月 | サンチャゴ・世界ジュニア選手権   | 「投てき器具」公式採用 |
| 2002年 | 7月  | キングストン・世界ジュニア選手権 | 「投てき器具」公式採用 |
|        | 8月  | コロンボ・アジア選手権           | 「投てき器具」公式採用 |
|        | 9月  | 釜山・アジア大会                 | 「投てき器具」公式採用 |
|        | 9月  | マドリッド・ワールドカップ       | 「投てき器具」公式採用 |
|        | 9月  | ミュンヘン・ヨーロッパ選手権     | 「投てき器具」公式採用 |
| 2003年 | 8月  | パリ・世界選手権                 | 「投てき器具」公式採用 |
|        | 8月  | 大邱（テグ）・ユニバーシアード   | 「投てき器具」公式採用 |
| 2004年 | 8月  | アテネ                           | 「投てき器具」公式採用 |
| 2005年 | 8月  | ヘルシンキ・世界選手権           | 「投てき器具」公式採用 |
| 2006年 | 3月  | メルボルン・コモンウエルス大会   | 「投てき器具」公式採用 |
|        | 7月  | マカオ・アジアジュニア選手権     | 「投てき器具」公式採用 |
|        | 8月  | イエテボリ・ヨーロッパ選手権     | 「投てき器具」公式採用 |
|        | 8月  | 北京・世界ジュニア選手権         | 「投てき器具」公式採用 |
|        | 9月  | アテネ・ワールドカップ           | 「投てき器具」公式採用 |
|        | 12月 | ドーハ・アジア大会               | 「投てき器具」公式採用 |
| 2007年 | 8月  | 大阪・世界選手権                 | ナショナルサプライヤー |
| 2008年 | 7月  | ビドゴシチ世界ジュニア選手権     | 「投てき器具」公式採用 |
|        | 8月  | 北京                             | 「投てき器具」公式採用 |
| 2009年 | 8月  | ベルリン・世界選手権             | 「投てき器具」公式採用 |
| 2010年 | 3月  | ドーハ・世界室内選手権           | 「投てき器具」公式採用 |
|        | 7月  | モンクトン・世界ジュニア選手権   | 「投てき器具」公式採用 |
|        | 8月  | シンガポール・世界ユース         | 「投てき器具」公式採用 |
| 2011年 | 7月  | リール・世界ユース選手権         | 「投てき器具」公式採用 |
|        | 8月  | 大邱（テグ）・世界選手権         | 「投てき器具」公式採用 |
| 2012年 | 8月  | ロンドン                         | 「投てき器具」公式採用 |
| 2013年 | 7月  | ウクライナ・世界ユース選手権     | 「投てき器具」公式採用 |
|        | 8月  | モスクワ・世界選手権             | 「投てき器具」公式採用 |
| 2014年 | 7月  | ユージーン・世界ジュニア選手権   | 「投てき器具」公式採用 |
|        | 7月  | グラスゴー・コモンウェルス大会   | 「投てき器具」公式採用 |
|        | 8月  | 南京・世界ユース                 | 「投てき器具」公式採用 |
|        | 9月  | 仁川・アジア大会                 | 「投てき器具」公式採用 |
| 2015年 | 7月  | 光州・ユニバーシアード           | 「投てき器具」公式採用 |
|        | 8月  | 北京・世界選手権                 | 「投てき器具」公式採用 |
| 2016年 | 7月  | アムステルダム・ヨーロッパ選手権 | 「投てき器具」公式採用 |
|        | 8月  | リオ・デ・ジャネイロ             | 「投てき器具」公式採用 |
| 2017年 | 3月  | セルビア・ヨーロッパ室内選手権   | 「投てき器具」公式採用 |
|        | 8月  | ロンドン・世界選手権             | 「投てき器具」公式採用 |